# Richard Gant

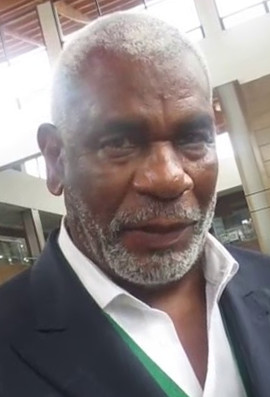
Richard Gant, 2017

Richard E. Gant (* 10. März 1944 in Berkeley, San Francisco, Kalifornien) ist ein US-amerikanischer Schauspieler.

## Leben
Nach seinem Studium am Oakland College spielte Richard Gant in über 35 Broadway-Produktionen und ging mit mehreren Theatergesellschaften auf Tour, bevor er 1980 für das Fernsehdrama Attica – Revolte hinter Gittern und den Actionfilm Countdown in Manhattan zum ersten Mal vor der Kamera stand. Es folgten Filme wie Rocky V, The Big Lebowski und Norbit, sowie Gastauftritte in den Fernsehserien L.A. Law – Staranwälte, Tricks, Prozesse und How I Met Your Mother, wobei er in Special Unit 2 – Die Monsterjäger und General Hospital größere Rollen übernahm.
Neben den Schauspielern Dean Cain, Teri Hatcher, Patrick Cassidy, Michael McKean, George Murdock und Rob LaBelle ist Gant der einzige, der in den beiden Supermanserien Superman – Die Abenteuer von Lois & Clark und Smallville auftrat.

## Filmografie (Auswahl)

### Film
- 1980: Attica – Revolte hinter Gittern (Attica)
- 1980: Countdown in Manhattan (Night of the Juggler)
- 1985: Krush Groove
- 1987: Suspect – Unter Verdacht (Suspect)
- 1988: Cops im Zwielicht (Internal Affairs)
- 1989: Detroit City – Ein irrer Job (Collision Course)
- 1990: Freshman (The Freshman)
- 1990: Liebe, Geld und alles Andere (Love or Money)
- 1990: Rocky V
- 1991: Last Breeze of Summer (Kurzfilm)
- 1991: Stone Cold – Kalt wie Stein (Stone Cold)
- 1991: Teuflisches Komplott (False Arrest)
- 1992: Tödlicher Virus (Condition: Critical)
- 1993: Der geschlagene Mann (Men Don't Tell)
- 1993: Jason Goes to Hell – Die Endabrechnung (Jason Goes to Hell: The Final Friday)
- 1993: Posse – Die Rache des Jessie Lee (Posse)
- 1994: MacShayne – Mord in Vegas (MacShayne: The Final Roll of the Dice)
- 1995: Tod nach Schulschluß – Eine Lehrerin unter Anklage (Trial by Fire)
- 1996: City Hall
- 1996: Ed
- 1996: Glimmer Man (The Glimmer Man)
- 1997: Bean – Der ultimative Katastrophenfilm (Bean)
- 1998: The Big Lebowski
- 1998: Godzilla
- 1999: Starkey (Divorcing Jack)
- 2000: Familie Klumps und der verrückte Professor (Nutty Professor II: The Klumps)
- 2006: Hood of Horror
- 2007: Der Kindergarten Daddy 2: Das Feriencamp (Daddy Day Camp)
- 2007: Norbit

### Serien
- 1991–1992: Die Staatsanwältin und der Cop (Reasonable Doubts, sechs Folgen)
- 1993: Renegade – Gnadenlose Jagd (eine Folge)
- 1993–1997: Diagnose: Mord (Diagnosis Murder, drei Folgen)
- 1993: L.A. Law – Staranwälte, Tricks, Prozesse (L.A. Law, zwei Folgen)
- 1994–1999: New York Cops – NYPD Blue (NYPD Blue, 11 Folgen)
- 1994: Superman – Die Abenteuer von Lois & Clark (Lois & Clark: The New Adventures of Superman)
- 1997: Babylon 5 (zwei Folgen)
- 2001–2002: Special Unit 2 – Die Monsterjäger (Special Unit 2, 19 Folgen)
- 2002: Smallville (eine Folge)
- 2004–2006: Deadwood (sieben Folgen)
- 2006: How I Met Your Mother (eine Folge)
- 2007–2011: American Dad (American Dad!, vier Folgen)
- 2007–2008: General Hospital (36 Folgen)
- 2009–2011: Men of a Certain Age (18 Folgen)
- 2012: The Middle (eine Folge)
- 2019–2020: Mr. Iglesias (18 Folgen)
- 2020–2021: The Neighborhood (Fernsehserie, 3 Folgen)
- 2021: Magnum P.I. (Fernsehserie, 1 Folge)
- 2021–2022: Wunderbare Jahre (The Wonder Years, Fernsehserie, 2 Folgen)
- 2022: Navy CIS: L.A. (2 Folgen)